# Barry Watson
Pour les articles homonymes, voir Watson.
Michael Barrett Watson est un acteur américain, né le 23 avril 1974 à Traverse City, dans le Michigan (États-Unis).
Il est surtout connu pour son interprétation du personnage du fils aîné de la famille Camden, Matt, dans la série dramatique familiale Sept à la maison. Il apparait dans 155 épisodes du programme, entre 1996 et 2006.

## Biographie

### Vie privée
De 1997 à 2002, il a été marié à l'actrice Laura Payne-Gabriel. Il s'est ensuite marié de 2006 à 2011 avec Tracy Hutson, personnalité de la télé-réalité américaine dans la rénovation de maison, ils ont eu deux garçons : Oliver Watson, né le 2 mai 2005 et Felix Watson, né le 13 novembre 2007.
Depuis 2015, il est marié à l'actrice américaine Natasha Gregson Wagner avec qui il a eu une fille, Clover Clementyne Watson, née le 30 mai 2012.

### Débuts précoces et révélation télévisuelle (années 1990-2000)
À huit ans, il déménage à Dallas, au Texas, et commence sa carrière dans une agence de mannequins. Il tourne quelques publicités, puis il part en Californie pour faire du cinéma.
Il débute dans le soap Des jours et des vies en 1990. Il y fait d'ailleurs la connaissance de Jensen Ackles, le héros de Supernatural. Puis il tourne dans quelques séries télévisées telles que Alerte à Malibu ou encore Nash Bridges.
En 1996, Barry Watson obtient un rôle récurrent dans la série estivale produite par Aaron Spelling, Couleur Pacifique. Peu de temps après son annulation, ce-dernier lui propose le rôle de Matt Camden dans la série Sept à la maison. Au début de l'année 2002, il apprend qu'il souffre d'un cancer et entame un combat contre la maladie. Il ne participe ainsi qu'à trois épisodes de la septième saison, lancée en septembre de la même année. Il décroche néanmoins un poste de scénariste au sein de la série pour cette saison. 
En avril 2003, une rémission permet à la chaîne d'annoncer son retour pour le 150e épisode de la série. Mais l'acteur ne revient qu'occasionnellement : 5 épisodes en saison 8, 10 en saison 9 et 2 en saison 10. En revanche, à l'instar de ses partenaires Jessica Biel et David Gallagher, il n'apparait pas du tout durant la onzième et dernière saison, diffusée entre septembre 2006 et mai 2007. Il réalise cependant un épisode de la saison 9 et un autre de la saison 10.
En tant qu'acteur, il est en effet passé à un autre projet : en avril 2006, il fait ses premiers pas à l'écran dans le rôle-titre d'une nouvelle série dramatique produite par J.J. Abrams, What About Brian. Le programme s'arrête néanmoins au bout de deux saisons, en mars 2007. Il rebondit aussitôt vers une sitcom, Samantha qui ?, lancée en octobre 2007. L'acteur y joue le potentiel petit-ami de l'héroine campée par Christina Applegate. La série s'arrête aussi au bout de deux saisons, en juillet 2009.

### Téléfilms et seconds rôles (années 2010)
Il se fait alors plus rare à l'écran. 
En 2010, il apparait dans un épisode de Drop Dead Diva, tandis que la créatrice de Sept à la maison lui confie la réalisation d'un épisode de sa nouvelle série, La Vie secrète d'une ado ordinaire. Et en avril 2011, le comédien tient les rôles principaux de quelques téléfilms, comme le romantique My Future Boyfriend.
L'année 2012 lui permet de revenir dans un projet plus exposé : dans six épisodes de la sixième et dernière saison de la très populaire série pour adolescents, Gossip Girl, il tient le rôle de Steven Spence, le petit-ami de Serena van der Woodsen, interprétée par Blake Lively. Il apparait parallèlement dans deux autres séries, moins suivies : Wedding Band et Wilfred.
En 2014, s'il tient de nouveau le premier rôle masculin d'un téléfilm romantique - Loin des yeux, loin du Cœur -, il prête surtout ses traits à Davis Polk dans quatre épisodes de la série Hart of Dixie et passe enfin à un registre plus adulte en tenant le rôle de Shelley Decklin dans trois épisodes de l'acclamée série dramatique Masters of Sex. Il est également la vedette du téléfilm de noël à succès L'Arnaque de Noël aux côtés de Melissa Joan Hart.
En 2015, il tient le rôle principal du téléfilm d'horreur Omnious, et en 2016, est à l'affiche de la comédie dramatique Search Engines. La même année, il apparait dans deux épisodes de la série policière First Murder.
En 2018, il partage l'affiche du téléfilm de noël à succès La gourmandise de Noël, encore aux côtés de Melissa Joan Hart.

## Filmographie

### Films
- 1999 : Mrs. Tingle (Teaching Mrs. Tingle) : Luke Churner
- 2001 : When Strangers Appear : Jack Barrett
- 2001 : Ocean's Eleven : Lui-même
- 2002 : Sorority Boys : Dave / Daisy
- 2004 : Love on the Side : Jeff Sweeney
- 2005 : Boogeyman - La porte des cauchemars : Tim
- 2011 : Coup de foudre à Nappa Valley : Chris
- 2019 : L'Incroyable Aventure de Bella (A Dog's Way Home) : Gavin

### Séries télévisées
- 1990 : Des jours et des vies (Days of our Lives) : Randy
- 1994 : Une nounou d'enfer (The Nanny) : Greg (saison 2, épisode 3)
- 1995 : Sister, Sister : Barney (saison 3, épisodes 9 et 10)
- 1996 : Alerte à Malibu (Baywatch) : Thomas Edward 'Cowboy' O'Hara (saison 6, épisode 11)
- 1996 : Nash Bridges : Trent (saison 1, épisode 2)
- 1996 : Couleur Pacifique (Malibu Shores) : Seth
- 1996 - 2006 : Sept à la maison (7th Heaven) : Matthew Eric « Matt » Camden (régulier saisons 1 à 6 - récurrent saisons 7 à 10)
- 2006 - 2007 : What About Brian : Brian Davis
- 2007 - 2009 : Samantha qui ? (Samantha Who?) : Todd Deepler
- 2010 : Drop Dead Diva : Evan Robbins (saison 2, épisode 11)
- 2011 : Rip City : Frank Madigan (pilote non retenu)[1]
- 2012 : Gossip Girl : Steven Spence (saison 6)
- 2012 : Wedding Band : Boboroff (saison 1, épisode 6)
- 2013 : Wilfred : Michael McDerry (saison 3, épisode 3)
- 2014 : Hart of Dixie : Davis Polk (saison 3, épisodes 17-18 et 20-21-22)
- 2014 : Masters of Sex : Shelley Decklin (saison 2, épisodes 3, 6 et 7)
- 2016 : First Murder : Nick Rosenthal (saison 3, épisodes 3 et 5)
- 2017 : Date My Dad : Ricky Cooper (10 épisodes)
- 2019 : The Loudest Voice : Lachlan Murdoch (saison 1, épisodes 2, 6 et 7)
- 2022 : Naomi : Greg

### Téléfilms
- 1993 : Fatal Deception: Mrs. Lee Harvey Oswald : Un garçon
- 1993 : L'Attaque de la femme de 50 pieds (Attack of the 50 Ft. Woman) : Un garçon
- 1996 : Co-Ed Call Girl : Jack Collins
- 2011 : My Future Boyfriend : Pax
- 2011 : Coup de foudre à Napa Valley / Les Terres de Wendy (The Chateau Meroux) : Chris
- 2012 : Mon amour de colo (Kiss at Pine Lake) : Luke Garvey
- 2014 : Loin des yeux, loin du Cœur (Far from Home) : Nicholas Boyd
- 2014 : L'Arnaque de Noël (Santa Con) : Nick DeMarco
- 2017 : Coup de foudre avant l'heure (An Hour Behind) : Parker
- 2018 : La Gourmandise de Noël (A Very Nutty Christmas) : Chip
- 2019 : Tout l'amour d'un père (My Mom's Letter from Heaven) : Connor